# Терфондре
Терфондре́ (фр. Terrefondrée) — коммуна во Франции, находится в регионе Бургундия. Департамент коммуны — Кот-д’Ор. Входит в состав кантона Ресе-сюр-Урс. Округ коммуны — Монбар.
Код INSEE коммуны — 21626.

## Население
Население коммуны на 2010 год составляло 66 человек.
| 1962 | 1968 | 1975 | 1982 | 1990 | 1999 | 2010 |
| ---- | ---- | ---- | ---- | ---- | ---- | ---- |
| 118  | 112  | 73   | 78   | 65   | 61   | 66   |

## Экономика
В 2010 году среди 38 человек трудоспособного возраста (15—64 лет) 17 были экономически активными, 21 — неактивными (показатель активности — 44,7 %, в 1999 году было 52,8 %). Из 17 активных жителей работали 14 человек (8 мужчин и 6 женщин), безработных было 3 (1 мужчина и 2 женщины). Среди 21 неактивных 8 человек были учениками или студентами, 10 — пенсионерами, 3 были неактивными по другим причинам.